# 샹포베르 전투
샹포베르 전투는 6일 전역의 포문을 연 전투이다. 1814년 2월 10일 나폴레옹이 직접 이끄는 프랑스군과 올수피예프(Olsufiev)가 이끄는 프로이센-러시아 군의 격돌로 이 전투에서 프랑스군은 승리했다.
이 전투는 제6차 대프랑스 동맹과 전쟁을 벌이는 동안 나폴레옹이 야전에서 병력 숫자에서 압도적인 이점을 가질 수 있었던 드문 예이다.
나폴레옹은 지나치게 분산된 프로이센 군을 연속적인 전투로 각개격파 하려는 의도로 기동한다. 2월 10일 나폴레옹군은 파리 동쪽 마른 강 계곡 일대 샹포베르 마을 근처에서 올수피예프의 부대 5,000명을 목표로 삼았다.
신규 징집병의 비율이 높은 30,000명의 굶주리고 지친 프랑스군은 그래도 120문의 포를 장비하고 있었고, 수적으로 6:1의 우세한 상황이었다. 나폴레옹 자신이 오거스트 마르몽(Auguste Marmont) 원수와 함께 인솔하고 있었다.
수적으로 극히 열세였음에도, 올수피예프는 제때에 블뤼허의 원군이 도착하리라는 헛된 희망을 품고 후퇴하지 않고 응전하였다. 그러나 그 원군은 오지 않았고 러시아군은 마르몽에게 완전 격멸되었다.
5시간의 전투 끝에 러시아군은 프랑스 기병에 완전 포위되었고 3,000명의 손실을 보았고, 포로로 잡힌 병사들 중에는 올수피예프 자신도 있었다. 그는 나폴레옹과의 저녁 식사에도 초대받는 좋은 대접을 받았다. 프랑스 군은 300명의 손실을 보았고, 그 중에는 라그랑쥬(Lagrange)장군이 포함되었다.